# L'Éducation de Bout de Zan
L'Éducation de Bout de Zan est un film muet français réalisé par Louis Feuillade et sorti en 1913.

## Fiche technique
- Titre : L'Éducation de Bout de Zan
- Réalisation  : Louis Feuillade
- Société de production : Société des Etablissements L. Gaumont
- Pays de production : France
- Format : Muet - Noir et blanc - 1,33:1 - 35 mm
- Métrage : 112 mètres
- Genre : Comédie
- Date de sortie : 
  - France : mai 1913.

## Distribution
- René Poyen : Bout de Zan
- Renée Carl
- Jeanne Saint-Bonnet